# Nathalie Christen
Nathalie Christen (* 15. November 1970) ist eine Schweizer Journalistin und Moderatorin. Seit Herbst 2016 ist sie als Bundeshaus-Korrespondentin für Schweizer Fernsehen SRF tätig. Seit 2010 moderiert sie nach Eidgenössischen Abstimmungen die Präsidentenrunde von SRF, 2019 auch nach den eidgenössischen Wahlen. Seit 2022 moderiert sie die Live-Sendungen bei Bundesratswahlen und den eidgenössischen Wahlen. Seit Mai 2025 ist sie auch Moderatorin der kontroversen Interview-Sendung "Samstagsrundschau" von Radio SRF. Zudem wirkt sie als Dozentin am MAZ -Institut für Journalismus und Kommunikation in Luzern.

## Leben
Nathalie Christen ist in Feldmeilen und Neuhausen am Rheinfall aufgewachsen, absolvierte die Kantonsschule (Matura Typus B) in Schaffhausen und anschliessend die Ausbildung am Medienausbildungszentrum (MAZ) in Luzern.

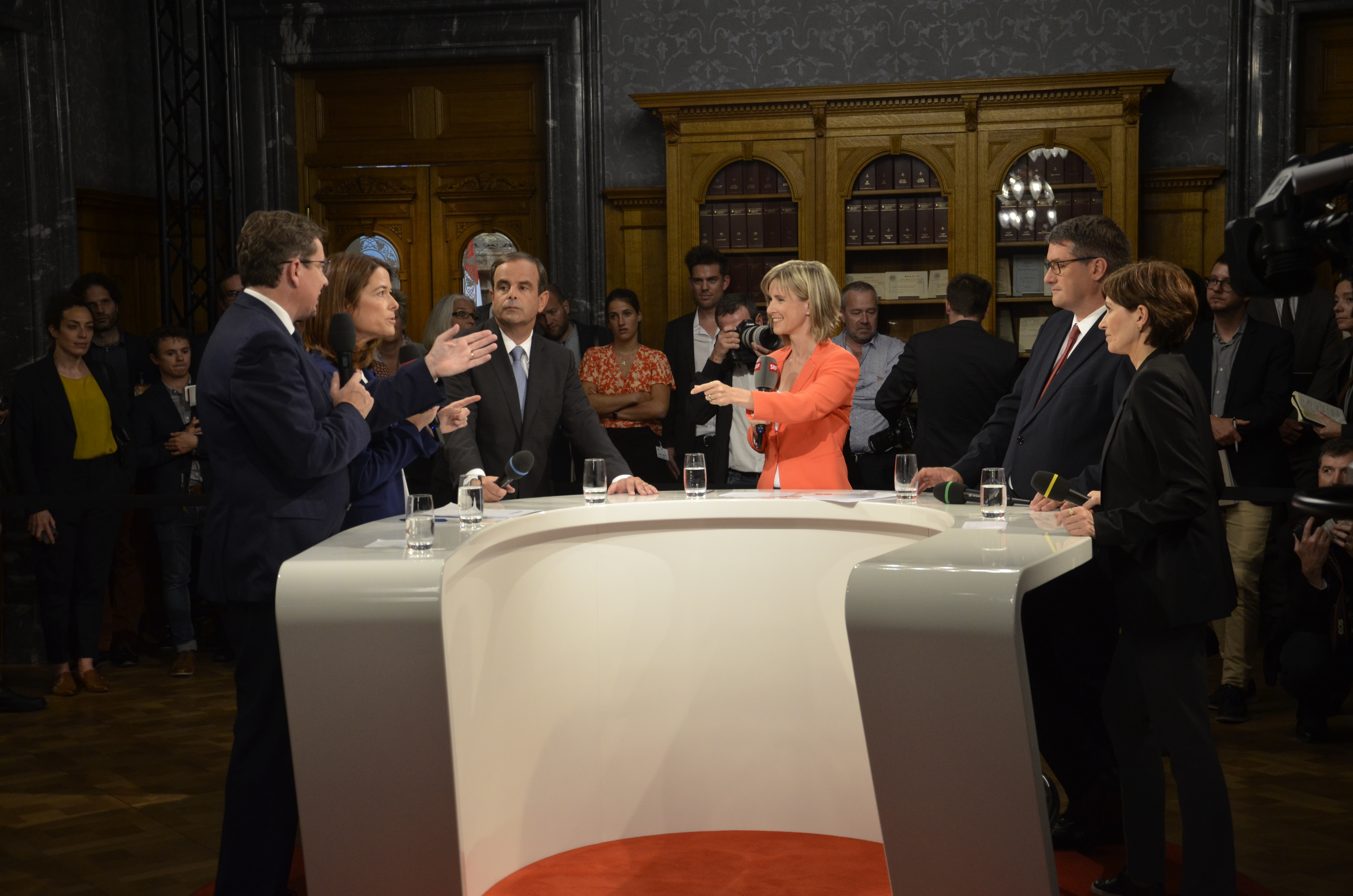
Nathalie Christen führt das Gespräch mit den Parteipräsidentinnen und Präsidenten am Wahltag 2019 im Bundeshaus

Den Einstieg in den Journalismus machte sie 1990 beim Lokalradio Munot in Schaffhausen. Danach war Christen als Reporterin beim Wochenmagazin Schweizer Illustrierte (1995–1998) sowie als Reporterin und Bundeshaus-Redaktorin beim SonntagsBlick (1998–2001) tätig. Beide gehören zum grossen Schweizer Medienkonzern Ringier in Zürich.
In den Jahren 2002 bis 2013 war Nathalie Christen dann beim Schweizer Radio DRS (heute SRF) in Bern. Sie wirkte als Redaktorin und später Leiterin der Bundeshaus-Redaktion, als Stv. Inlandchefin und zuletzt als Produzentin und Moderatorin der Nachrichtensendung Rendez-vous. Im Herbst 2013 folgte dann der Wechsel vom Radio zum Schweizer Fernsehen. Nathalie Christen wirkte dort als Produzentin und Stv. Redaktionsleiterin bei der Politik-Talkshow Arena, die sie zuweilen auch moderierte. Anschliessend war sie als Reporterin beim Nachrichtenmagazin 10vor10 (2015–2016) und seit 2016 nun Bundeshaus-Korrespondentin für Schweizer Fernsehen SRF.
Sie lebt in Münsingen, ist verheiratet mit dem Historiker Kaspar Gubler und hat zwei Töchter.

## Publikationen
Im Herbst 2021 veröffentlichte Nathalie Christen, gemeinsam mit ihren Journalistenkolleginnen Linda Bourget und Simona Cereghetti, das Buch Schweizer Politfrauen. (Beobachter-Verlag, 2021, ISBN 978-3-03875-384-1). 2022 folgte die französische Übersetzung für die Romandie unter dem Titel "Engagées!". (LEP Loisirs et Pédagogie, 2022, ISBN 978-2-606-02143-6).

## Auszeichnungen
Nathalie Christen wurde im Dezember 2020 und im Dezember 2023 zur Politikjournalistin des Jahres gewählt. Die Auszeichnung wird jährlich von der Fachzeitschrift Schweizer Journalist verliehen aufgrund einer Wahl durch die Branche.